# Hermillon
Hermillon korábbi község (település) Franciaországban, Savoie megyében. 2019. január 1-jén Le Châtel, Hermillon és Pontamafrey-Montpascal községgel egyesült és La Tour-en-Maurienne új község része lett.
Lakosainak száma 592 fő (2018. január 1.). Hermillon Le Châtel, Pontamafrey-Montpascal, Saint-Jean-de-Belleville, Saint-Jean-de-Maurienne, Saint-Julien-Mont-Denis, Les Belleville és Saint-Martin-de-Belleville községekkel határos.

## Népesség
A település népességének változása:
| Lakosok száma | 556  | 572  | 594  | 581  | 592  |
|               | 2013 | 2015 | 2016 | 2017 | 2018 |